# هارلتون
هارلتون، تگزاس(به انگلیسی: Harleton, Texas) شهری در ایالت تگزاس از ایالات جنوبی ایالات متحده آمریکا است. در سرشماری سال ۲۰۰۰، جمعیت این شهر ۱،۰۰۰ نفر اعلام شد.که در سال ۱۹۰۰ از مستعمرات افریقای جنوبی بوده و با انگستان روابط تجاری خوبی داشته. ریشه ی نام این ایالت ازکلمه ای مصری است.